# Рассказчик
Расска́зчик, или повествователь (также нарра́тор от фр. narrateur — рассказчик) — некая личность (напр., персонаж), от лица которой ведётся повествование в документальном и художественном, в частности, в литературном или телевизионном произведении. В большинстве прозаических литературных произведений, где рассказ ведётся от третьего лица (хотя и не во всех таких произведениях), равнозначен фигуре автора.
В литературе рассказчик наблюдает и описывает то, что придумал автор. Иногда рассказчик чётко обрисован (например, Джим Хокинс в «Острове сокровищ»), иногда анонимен и расплывчат (например, рассказчики «Леди Макбет Мценского уезда», «Братьев Карамазовых» или «Бойцовского клуба»), иногда практически незаметен. Рассказчик не обязательно выступает главным героем — так, в книгах о Шерлоке Холмсе рассказчиком служит его спутник доктор Ватсон, что позволяет скрывать от читателя мысли великого сыщика и не раскрывать интригу раньше времени. Чаще всего рассказчик и вовсе не участвует в повествовании (как, например, в романе «Война и мир»).
Если рассказчик использует стандартный литературный язык, то он часто «скрыт», незаметен для читателя (как, например, в романах Льва Толстого). Если же речь рассказчика стилистически выделена, то его тождество с автором произведения становится иллюзорным. Чтобы подчеркнуть обособленность фигуры рассказчика, Н. В. Гоголь и его последователи использовали такую технику, как сказ (создавая иллюзию живой, спонтанной, часто просторечной или диалектной речи рассказчика).
Иногда нарратор присутствует и в драматических произведениях, чаще всего в прологе или эпилоге пьесы. В этом случае на него возлагается задача информирования других действующих лиц или публики, непосредственно повествуя о событиях или комментируя их.
Рассказчик может оказаться «ненадёжным», обманывая читателя или утаивая от него информацию. Яркий пример — детектив «Убийство Роджера Экройда» Агаты Кристи. В шуточных произведениях нередко в роли ненадёжного рассказчика выступает хвастун (барон Мюнхгаузен, капитан Врунгель). Подробнее см. ненадёжный рассказчик.